# Der Kampfkoloß
Der Kampfkoloß ist ein neuseeländischer Endzeitfilm aus dem Jahr 1982.

## Handlung
Ein weltweiter Ölkrieg hat die Welt in einen post-apokalyptischen Zustand versetzt. Um die wenigen übrig gebliebenen Kraftstoffreserven wird verbissen gekämpft. Straker hat dazu eine kampfstarke Truppe um sich geschart, die mit einem schwer gepanzerten Truck und einem weiteren Geländewagen das Umland terrorisiert. So werden zwei Männer mit einem Pferdefuhrwerk zum Halten gezwungen. Es stellt sich heraus, dass die Männer einen Kanister Diesel auf der Ladefläche haben. Straker will wissen, woher die beiden den Kraftstoff haben. Der Fahrer weicht der Frage aus und wird von Straker ermordet. Der andere führt voller Angst Straker zu einem geheimen, unterirdischen Kraftstoffdepot, in dem sich 50.000 Liter Diesel befinden. Straker will nun auch diesen Mann loswerden. Seine Tochter Corlie soll den Mann erschießen. Corlie richtet jedoch die Pistole auf ihren Vater und drückt ab. Die Waffe ist leer, Straker erschießt den Mann selber.
Straker errichtet ein Lager für sich und seine Männer am Depot. In der Nacht flieht Corlie, was Straker jedoch mitbekommt. Er lässt jedoch erst am nächsten Morgen bei Tageslicht nach ihr suchen. Corlie wird von Strakers Männern mit dem Geländewagen eingeholt. Sie versucht zu entkommen, verletzt sich jedoch bei einem Sturz. Die Fluchtversuche werden von einem Fremden mit einem Fernglas beobachtet. Er besteigt ein Motorrad und kann Corlie, nachdem er die Verfolger abgelenkt hat, aus der Gefahrenzone bringen. Der Mann, der sich Hunter nennt, bringt Corlie in sein Versteck, eine alte Farm. Dort versorgt er ihre Wunde, muss sie aber zur Weiterbehandlung zur Clearwater-Farm bringen, wo es einen richtigen Arzt gibt. Die Clearwater-Farm ist eine befestigte Ansiedlung, in der die Bewohner, in der Mehrzahl Männer, friedlich ihren Lebensunterhalt durch Landwirtschaft erarbeiten. Corlie, kann sich sofort nützlich machen, indem sie sich um die Kinder kümmert. Einem der Mädchen schenkt sie ein Amulett. In einer Abstimmung wird Corlie in die Gemeinschaft aufgenommen. Sie freundet sich mit Charlene an, wird jedoch von Judd misstrauisch beobachtet.
Corlie hilft bei einem Einsatz außerhalb der Ansiedlung. Als die Leute sich näherndes Motorengeräusch hören, identifiziert Corlie den Lärm entsetzt als Motor des Trucks ihres Vaters. Auf der Flucht zurück in die Ansiedlung ist sich Judd sicher, dass Corlie mehr weiß, als sie sagen will. Der Truck bricht durch das Tor, die nur unzureichend bewaffneten Verteidiger haben keine Chance. Nach einem kurzen Kampf, bei dem mehrere Bewohner getötet werden, fordert Straker die Clearwater-Bewohner über Außenmikrofon zur Aufgabe auf, was diese auch tun. Währenddessen kann Corlie mit einem Pferd flüchten, um zu Hunter zu gelangen. Straker lässt das Dorf plündern und übergibt die Frauen seinen Männern. Er sieht bei den Kindern das Mädchen mit Corlies Amulett und nimmt es ihr ab. Dann verhört er Judd über Corlie. Der verrät Straker, dass sie von einem Mann namens Hunter hergebracht wurde und wohl jetzt wieder zu dem zurückgelaufen sei. Er selber wisse nicht, wo Hunter aufzufinden sei, doch Rusty wisse es.
Corlie schafft es, sich zu Hunter durchzuschlagen, dem sie gesteht, dass sie früher zu den Angreifern gehört hat. Hunter bringt sie ins Haus, damit sie sich ausruhen kann. Die beiden kommen sich näher und verbringen die Nacht zusammen. Im Morgengrauen nähert sich Strakers Truck, von den Geräuschen wird Hunter wach. Er weckt Corlie, es kommt zu einem Gefecht mit Strakers Männern. Hunter jagt seinen eigenen Treibstoffvorrat in die Luft und kann mit Corlie auf dem Motorrad flüchten. Strakers Männer nehmen mit dem Geländewagen die Verfolgung auf. Corlie kann mit Granaten die Verfolger, die ihre Schusswaffen nicht einsetzen dürfen, aufhalten.
Hunter und Corlie beobachten mit dem Fernglas, wie Straker und seine Männer zu ihrem Lager beim Depot zurückkehren. Auf dem Rückweg nach Clearwater stoßen sie auf eine Gruppe von Bewohnern bei einer Beerdigung, unter ihnen Judd und Charlene. Judd will Corlie ausliefern, doch Hunter verhindert dies. Er sucht mit ihr zusammen Rusty auf, der Hunter seinen Verrat gesteht, den er unter Folter begangen hat. Hunter macht ihm keine Vorwürfe, er fordert Rusty vielmehr zur Hilfe auf. Hunter braucht ein gepanzertes Fahrzeug und Sprengstoff, das Rusty mit Hilfe des jungen Alvins herstellt. Unbemerkt von Straker, der mit seinen Leuten in der Umgegend nach Hunter sucht, mischen sich Hunter und Corlie unter die Bewohner und arbeiten mit. Auch die anderen Bewohner, insbesondere Judd, der den Kampf gegen Straker unterstützen will, stellen ihre Hilfe zur Verfügung. Mit Rusty bringt Hunter das unversehrt gebliebene versteckte Waffenarsenal von seiner Farm zur Ansiedlung.
Judd sucht Corlie auf und bittet sie um Verzeihung. Während sie Tee macht, wird sie von Judd niedergeschlagen und weggeschleppt. Dabei gerät die Hütte, in der Corlie und Hunter Unterschlupf gefunden haben, in Brand. Mit einem Pferdefuhrwerk macht sich Judd auf den Weg zu Straker. Am nächsten Morgen kommt Hunter mit Rusty zurück und wird von Charlene alarmiert. Mit seinem schnelleren Motorrad hat Hunter das Fuhrwerk auch bald eingeholt. Doch Judd, der ahnt, dass Hunter ihn verfolgt, legt sich mit einer Armbrust in einen Hinterhalt. Tatsächlich gelingt ihm ein Treffer, der den sich nähernden Hunter vom Motorrad wirft. Judd liefert Corlie bei Straker ab und berichtet von Hunters Tod. Er will sich Straker anschließen, wird jedoch von ihm zur Begrüßung und als Strafe für Corlies Behandlung zusammengeschlagen.
Indessen kommt der totgeglaubte Hunter, den der Pfeil in die Schulter traf, wieder zu sich. Er kann sich verstecken, als Straker mit Judd und ein paar Männern auftauchen. Straker will Hunters Leiche sehen, die natürlich nicht aufzufinden ist. Der Verletzte schafft es nach Clearwater und wird dort von Charlene verarztet. Da ihr die nötigen Mittel fehlen, brennt sie die Pfeilwunde aus. Zur gleichen Zeit versucht Corlie ihren Vater zu überzeugen, sie entweder laufen zu lassen oder zu töten. Sie bleibt erfolglos.
Hunter erwacht am nächsten Morgen aus seiner Bewusstlosigkeit und fordert Rusty zur Eile auf. Tatsächlich hat Hunter das stark improvisierte Gefährt trotz seiner Wunde unter Kontrolle. Er durchbricht mit ihm das Tor zu Strakers Lager und greift die Männer an. Judd versucht entsetzt zu fliehen, wird aber von Hunter erschossen. Strakers Männer schaffen es nicht, die Panzerung des Gefährts zu durchschlagen. Im Gegenteil kann Hunter mit seiner Waffe mehrere seiner Gegner ausschalten. Mit dem Sprengstoff lässt er die Pumpanlage in die Luft gehen. Hunter durchbricht weitere Absperrungen und rast in Höchstgeschwindigkeit weiter. Straker verfolgt ihn mit seinem Truck. Die Maschine des schweren Trucks kann jedoch die Geschwindigkeit im gebirgigen Gelände nicht halten. Der Fahrer Bone wird von Straker jedoch gezwungen, weiter zu fahren.
Hunter trifft auf Rusty, Charlene und Alvin, die ihn mit einem Raketenwerfer erwarten. Hunter beschädigt den Truck, Straker will nun Clearwater vernichten. Hunter, wieder auf seinem Motorrad, kann den Truck querfeldein einholen. Mit seiner Maschine springt er durch die von ihm aufgeschossene Öffnung auf den Truck und tötet die überraschten Gegner. Bone, der um sein Fahrzeug fürchtet, wird vom wild entschlossenen Straker getötet. Corlie übernimmt das Steuer. Hunter kämpft sich weiter nach vorne durch und wird vom als letzten übrig gebliebenen Straker angegriffen. Corlie verlässt das Steuer und versucht ihren Vater, der Hunter vehement unter Druck setzt, abzulenken. Hunter kann Straker mit einem Feuerlöscher niederschlagen und mit Corlie vom führerlosen Truck abspringen. Der Truck stürzt in eine Schlucht und explodiert.
Clearwater wird von den Überlebenden wieder aufgebaut. Corlie wird von ihnen wieder aufgenommen. Hunter verabschiedet sich von ihr, verspricht aber, wiederzukommen. Dann reitet er mit einem Pferd davon.

## Kritiken
Das Lexikon des internationalen Films urteilte: „Zwiespältiger Actionfilm, der zwar spannend inszeniert, aber profillos in der Charakterzeichnung ist.“
Die Filmzeitschrift Cinema bezeichnete den Film als „gut inszenierte 08/15-Story“.
Blogger John Charles fand den Film „adäquat produziert und inszeniert, jedoch gelegentlich langweilig.“

## Auszeichnungen
Beim Sitges Festival Internacional de Cinema Fantàstic de Catalunya wurde Annie McEnroe als beste Schauspielerin mit der Clavell de Plata ausgezeichnet.

## Hintergrund
Der Film wurde im Januar 1982 in Neuseeland uraufgeführt. In Deutschland erschien er am 1. Juli 1982 in den Kinos.
Gedreht wurde in der Region Otago auf der Südinsel von Neuseeland.